# ホーフブルク宮殿
ホーフブルク宮殿（ホーフブルクきゅうでん、独: Hofburg、「皇宮」の意）は、オーストリアのウィーン中央にある元皇宮宮殿。13世紀頃に建設後、ハプスブルク家、神聖ローマ帝国の王宮となり、1918年までオーストリア・ハンガリー帝国の皇帝の宮殿として使われた。

## 概要

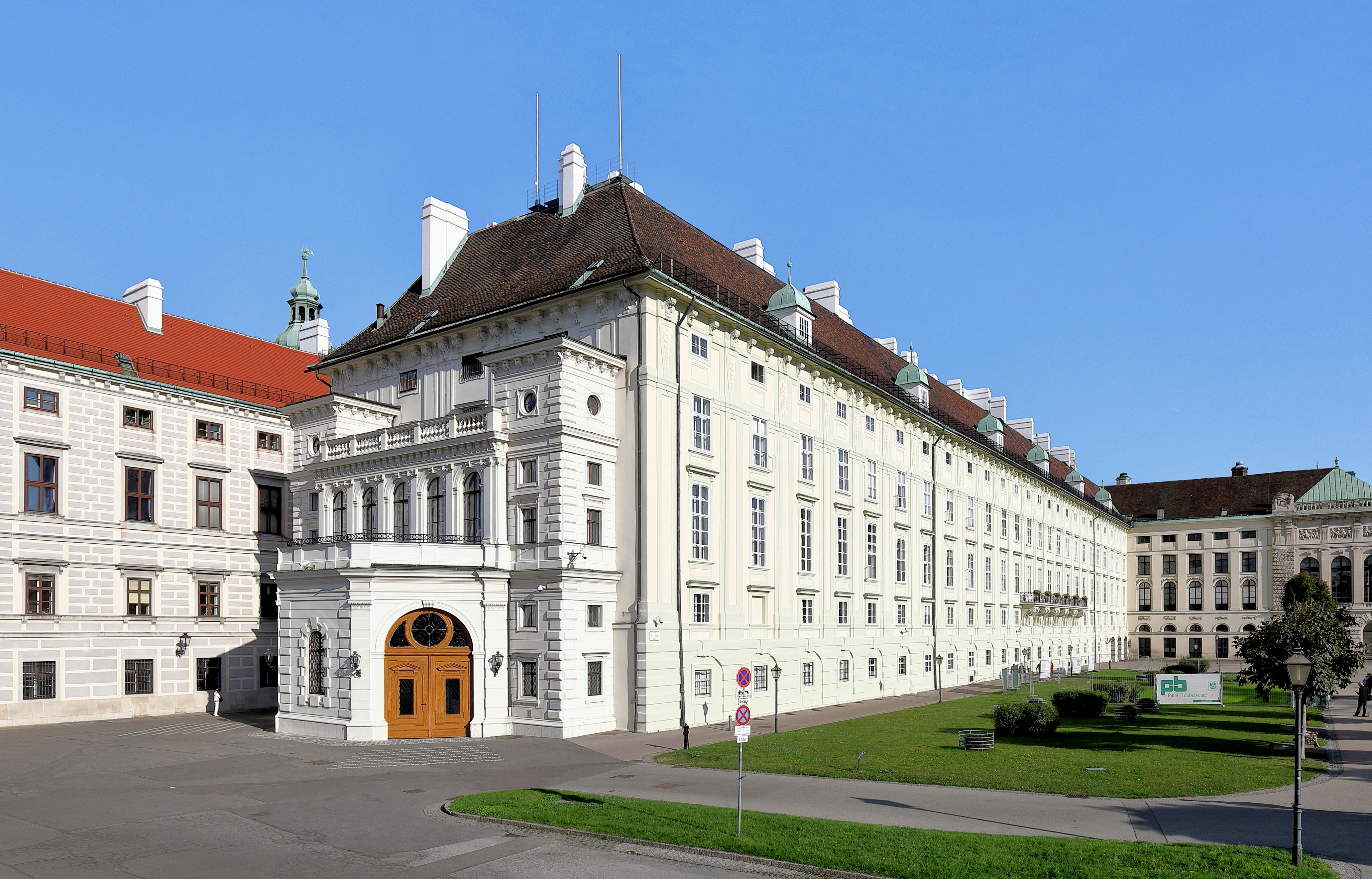
連邦大統領公邸(5)。17世紀レオポルト1世 (神聖ローマ皇帝)時代の建造部分。

現在この中にはオーストリアの連邦大統領の公邸や、欧州安全保障協力機構（OSCE）の常設会議場、オーストリア国立図書館、シシィ博物館、イベントスペース等が置かれている。
640年にわたりハプスブルク家の政治中枢であり居城であった宮殿で、ホーフブルク王宮とも呼ばれる。シェーンブルン宮殿が夏の離宮で、こちらは冬の主皇宮として使用された。
ハプスブルク家の歴代オーストリア皇帝が住んでいた宮殿であり、広大な敷地内には、旧王宮や新王宮、オーストリア国立図書館、アウグスティナー教会、アルベルティーナ美術館、王宮庭園、乗馬学校、スイス宮などが立ち並ぶ。

## 歴史

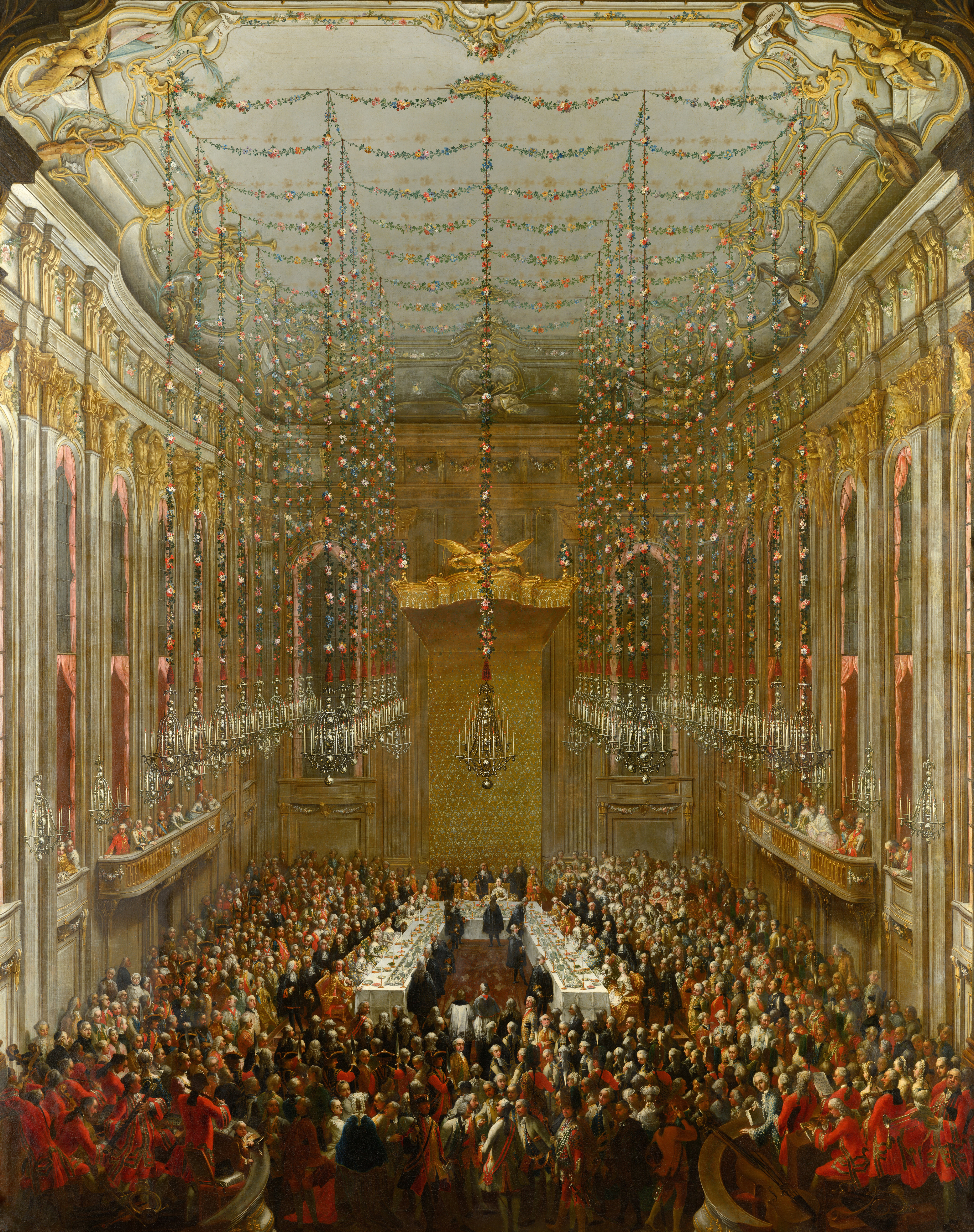
18世紀の宮殿内部（6）。ヨーゼフ2世とマリア・イザベラ・フォン・ブルボン＝パルマの結婚晩餐会の様子。マルティン・ファン・マイテンス画、1763年

13世紀頃（1275年ごろ）にオーストリア公国公城として、オーストリア公オタカル2世によって建てられたと言われている。その後、オタカル2世が神聖ローマ皇帝ルドルフ1世（ハプスブルク家）に敗れ、ハプスブルク家の居城 兼 皇宮となった。その後も増改築を繰り返し、今の姿となった。
それから、神聖ローマ帝国（オーストリア公国・オーストリア大公国）、そしてオーストリア・ハンガリー帝国の皇帝の宮殿、そしてウィーンの市壁の一部として使用された。
1278年から1918年の間はハプスブルク家の居城と権力の中心であり、ホーフブルクで生まれた歴史的人物の中には、マリー・アントワネット、マリア・レオポルディナ・デ・アウストリアらがある。2,600室以上の客室を有すと言われ、20ヘクタールの面積を占める建築の壮大さと大きな庭園が存在する。
1938年、新宮殿のテラスで、アドルフ・ヒトラーがオーストリア併合を宣言した。
1945年以降は、オーストリア大統領公邸、教会、美術館、図書館などが入った複合施設となっている。
今日、広大な複合施設には、オーストリア国立図書館、スペイン乗馬学校、オーストリア大統領の官邸、オーストリア国立博物館があり、その中にはウィーン会議で使用された部屋、そして約7世紀の治世の間にハプスブルク家によって蓄積された神聖な宝物や芸術作品のコレクションが納められた。

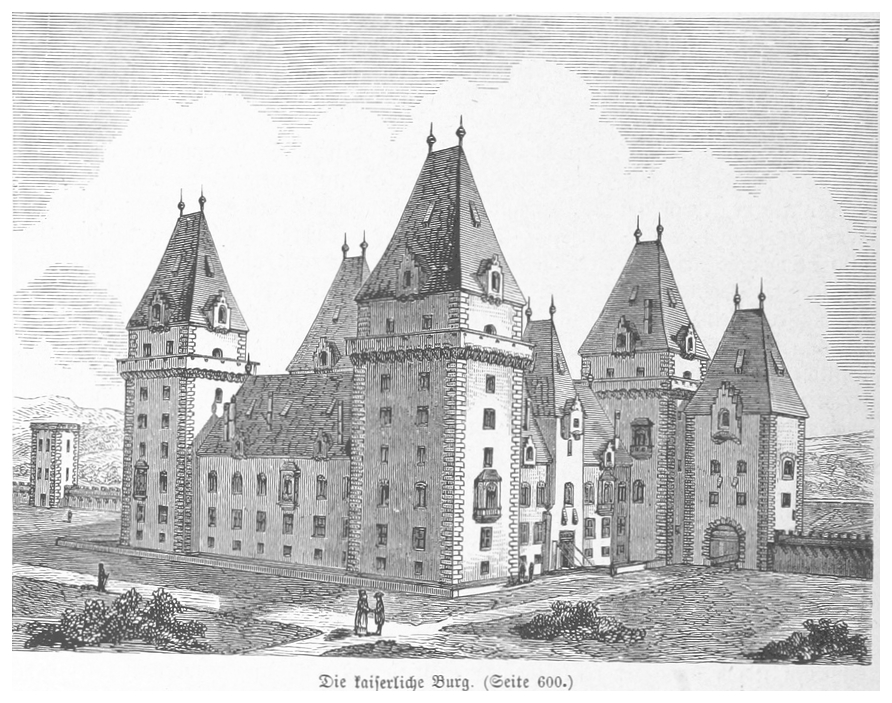
16世紀以前の姿。モリッツ・ベルマン画、1880年
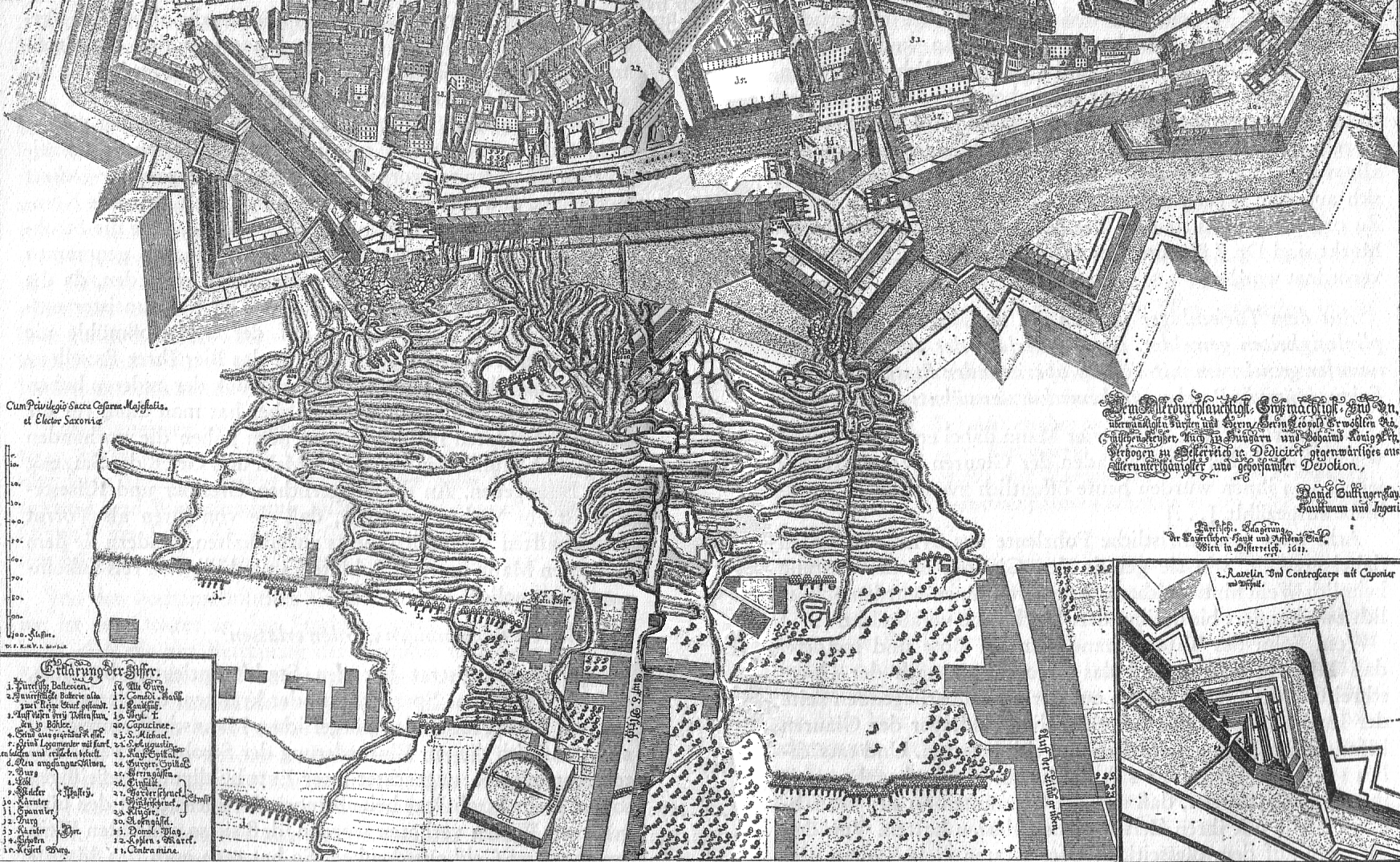
1683年第二次ウィーン包囲時の塹壕とウィーン市壁とホーフブルク宮殿
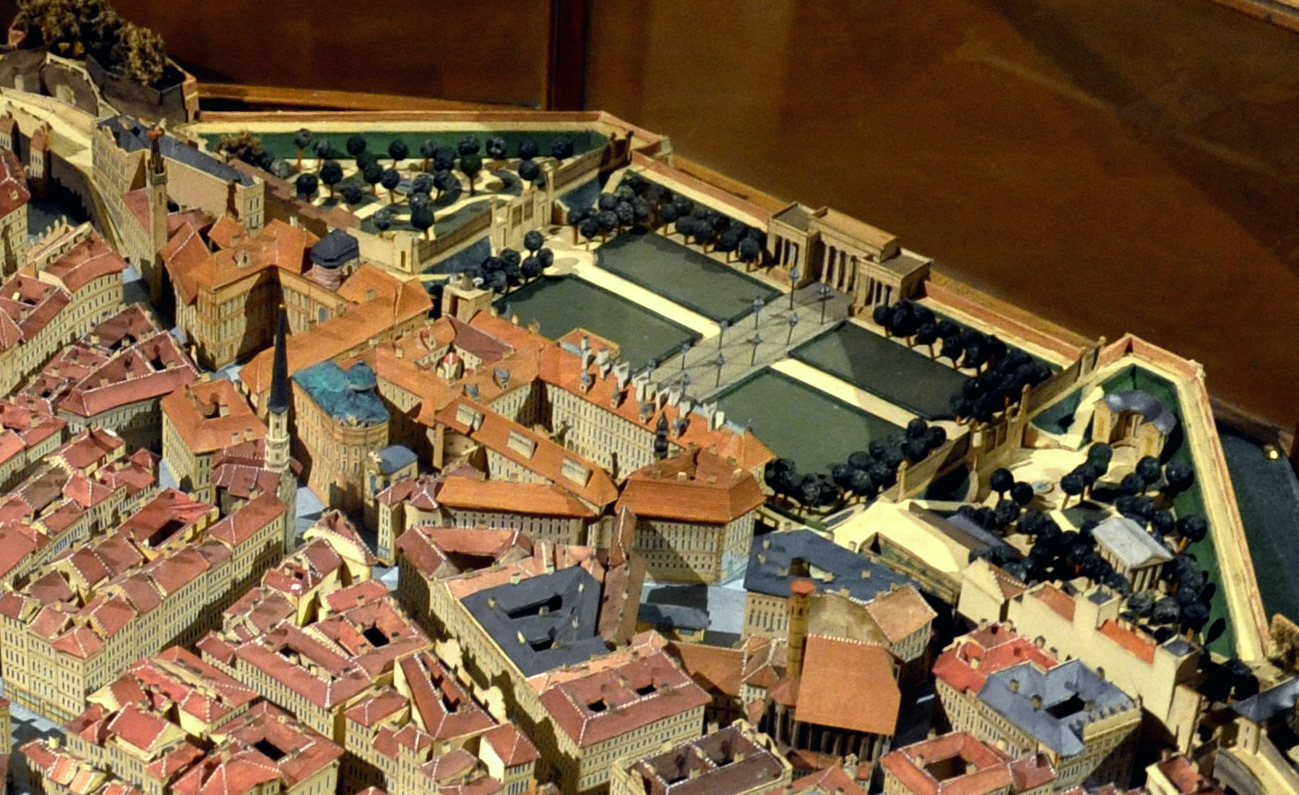
ウィーン美術史美術館にある1845年ごろのホーフブルク宮殿模型

## 構造

ホーフブルク宮殿の図解
色別建造年代:
13世紀‐17世紀
18世紀
19世紀‐20世紀

宮殿は様々な建物が増築された複合建築物となっている。
- 1) Schweizerhof（スイス宮殿、Schweizertrakt、王宮宝物館 等）
- 4) Amalienburg（アマリア宮殿、皇帝の部屋：Kaiserappartements、シシィ博物館 等）
- 5) Leopoldinischer Trakt（レオポルト宮、1946年以降は連邦大統領公邸）
- 7) Winterreitschule（冬季乗馬学校）
- 8)Hofbibliothek（宮廷図書館）
- 11) Reichskanzleitrakt（帝国宰相府）
- 13) Michaelertrakt（ミヒャエル宮殿）
- 14) Neue Burg（新宮殿）

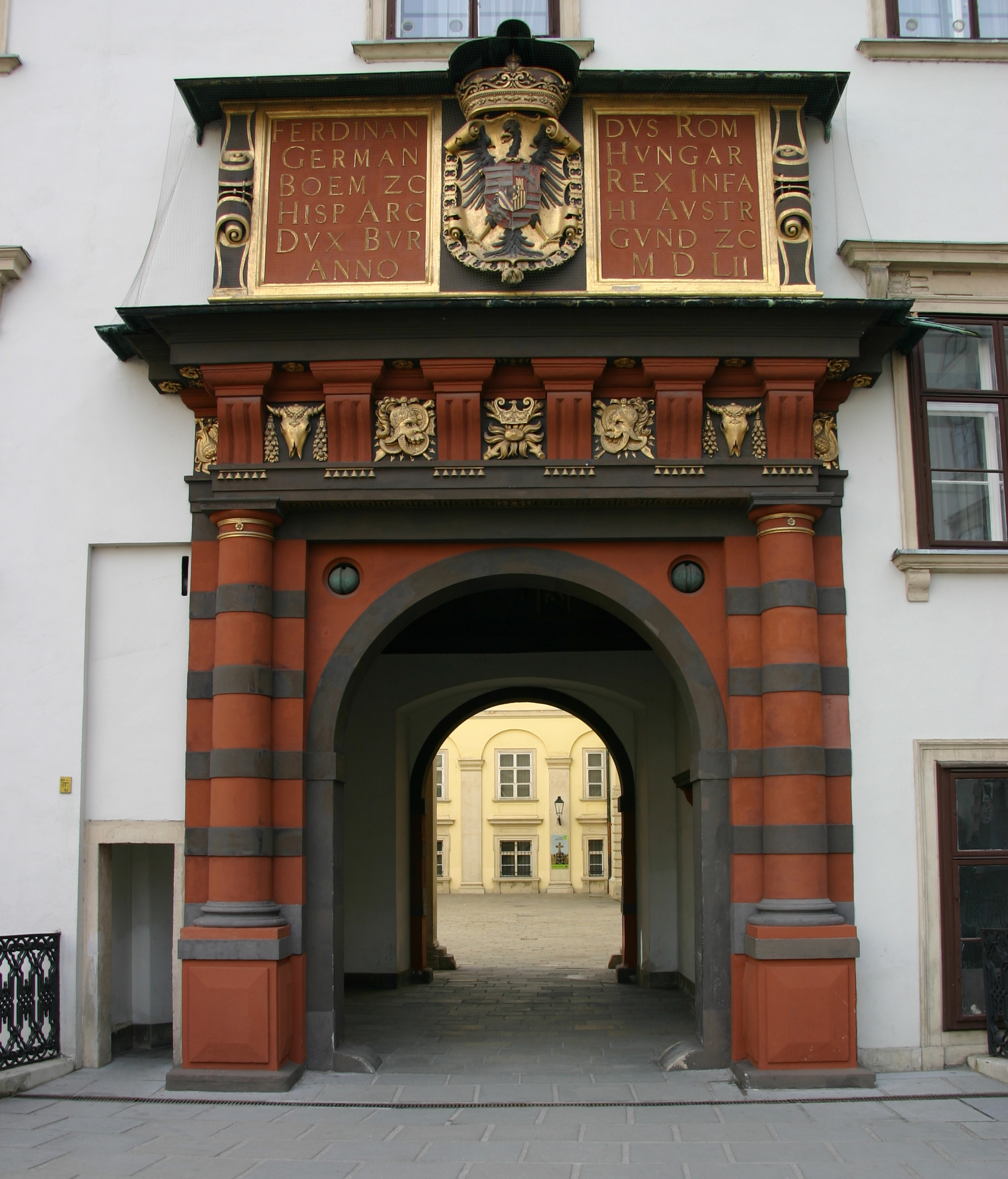
スイス門。本来の正門
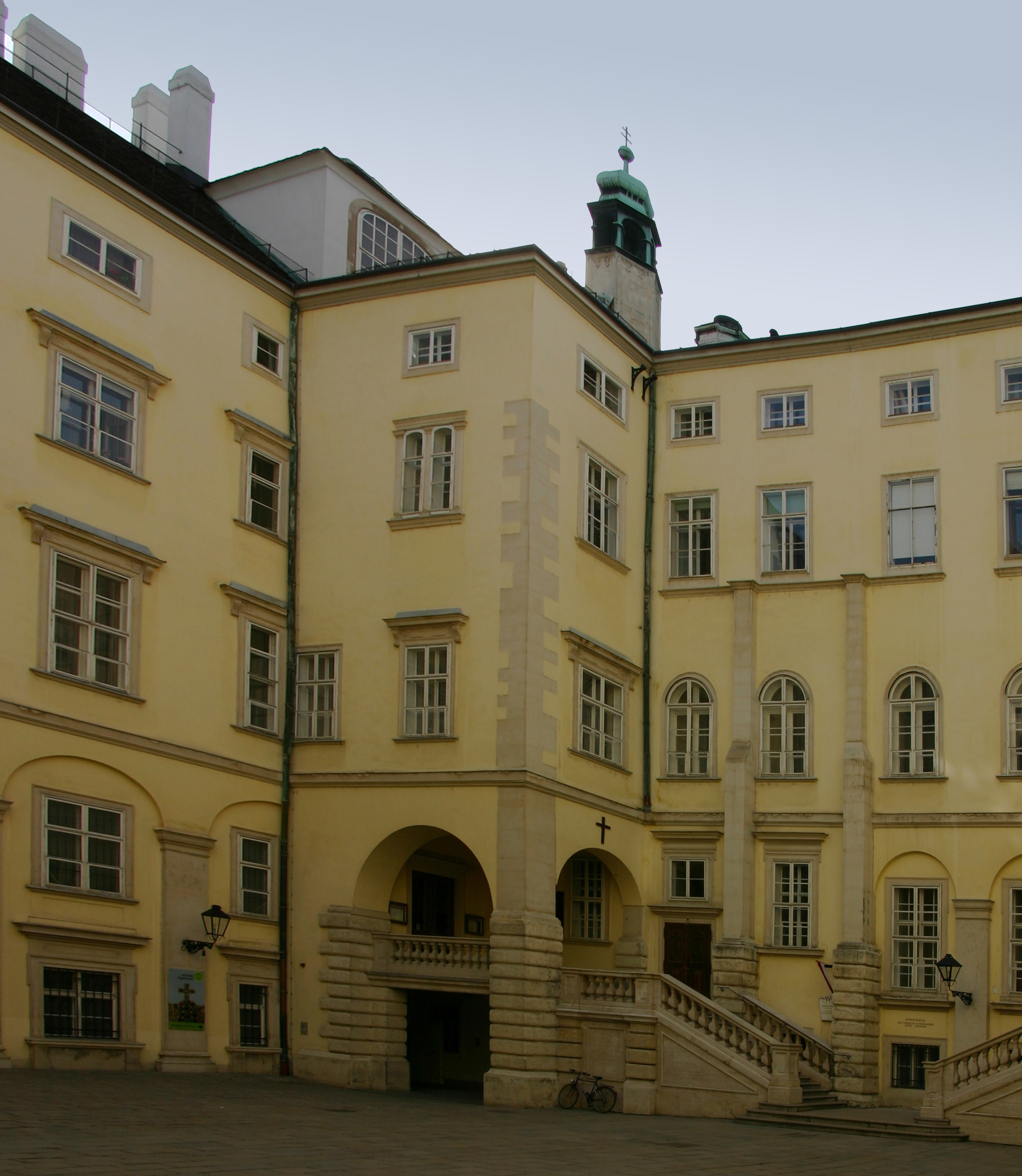
スイス宮（1、D）
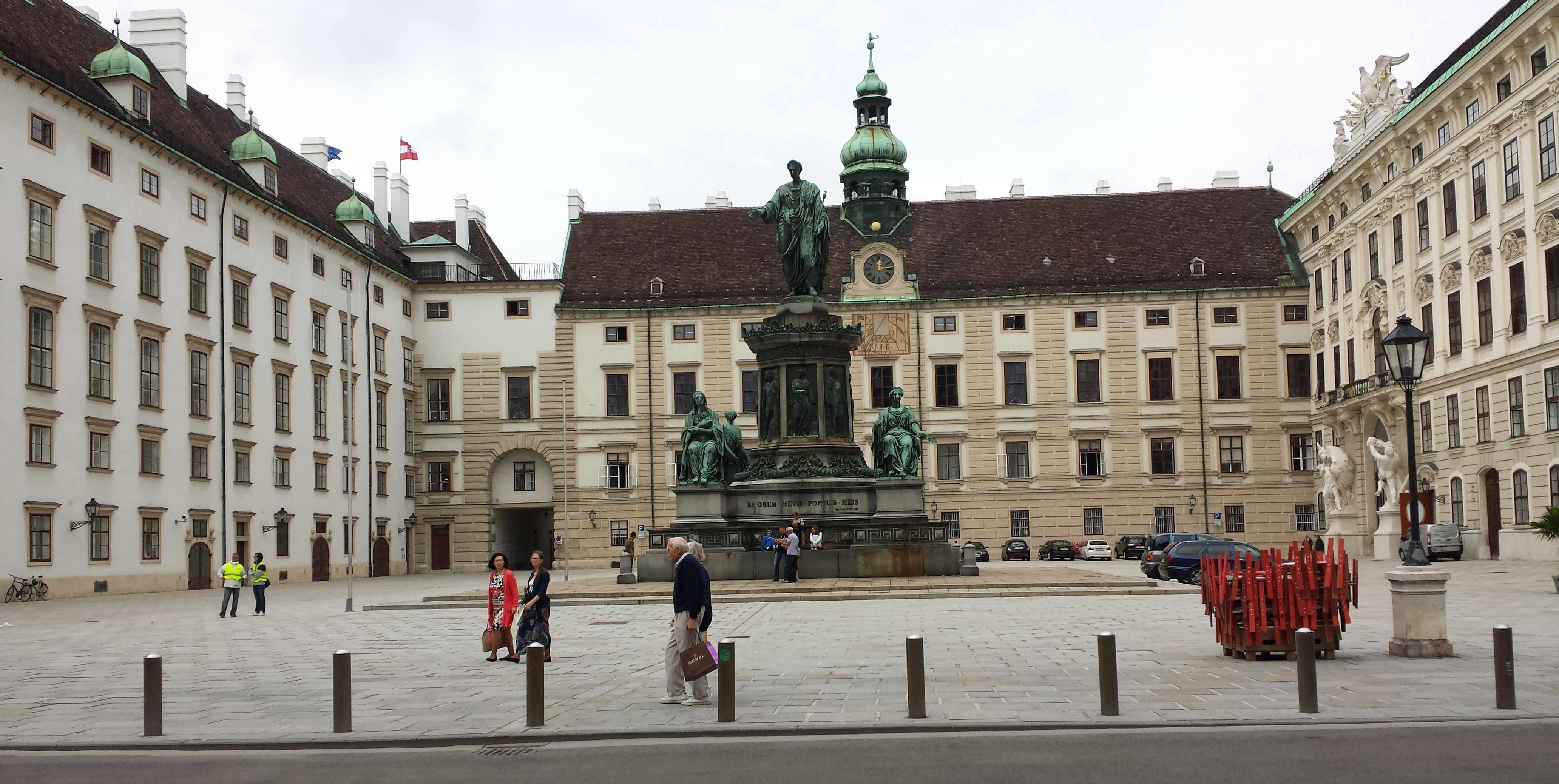
正面にアマーリア宮（4）
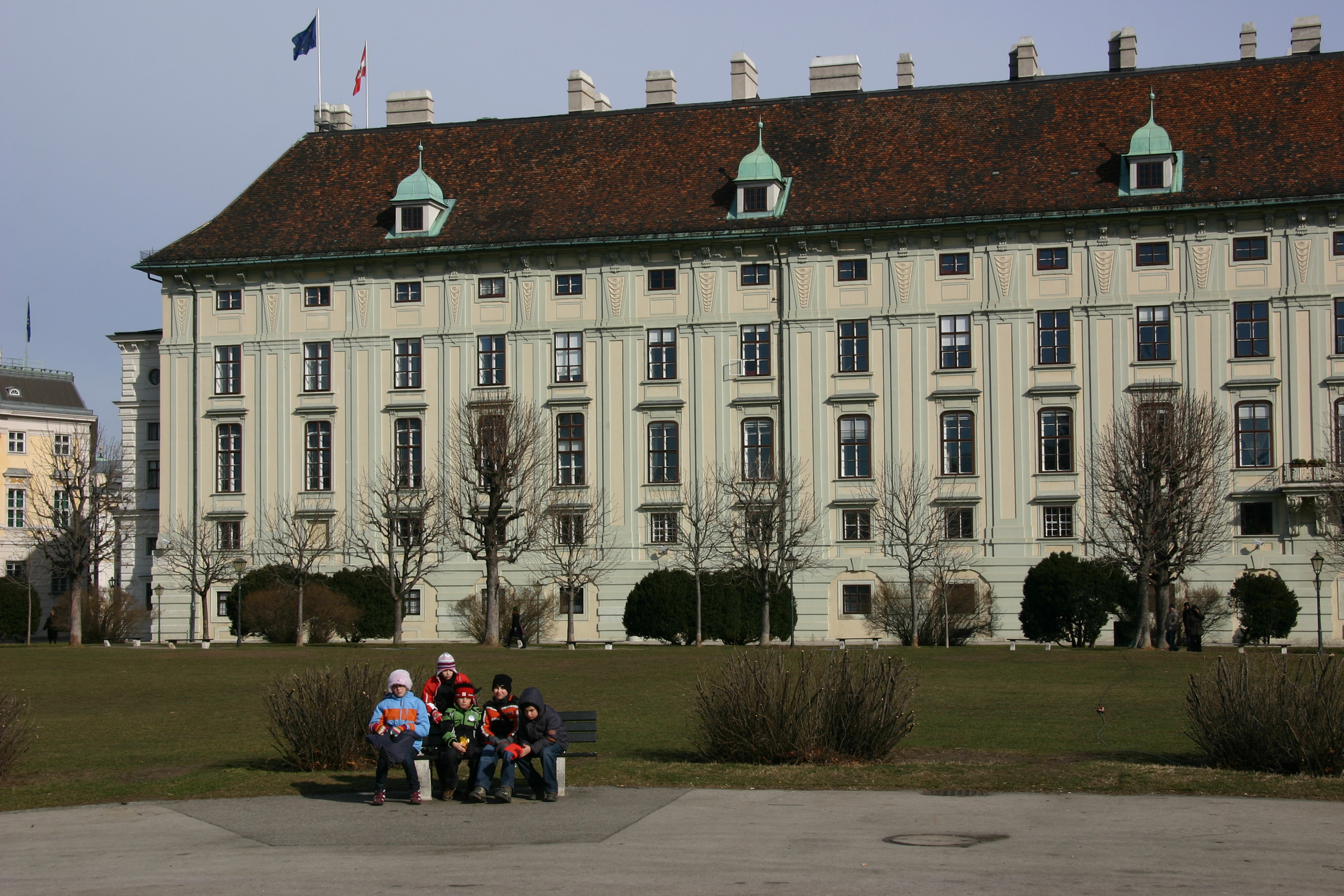
レオポルド宮（5）
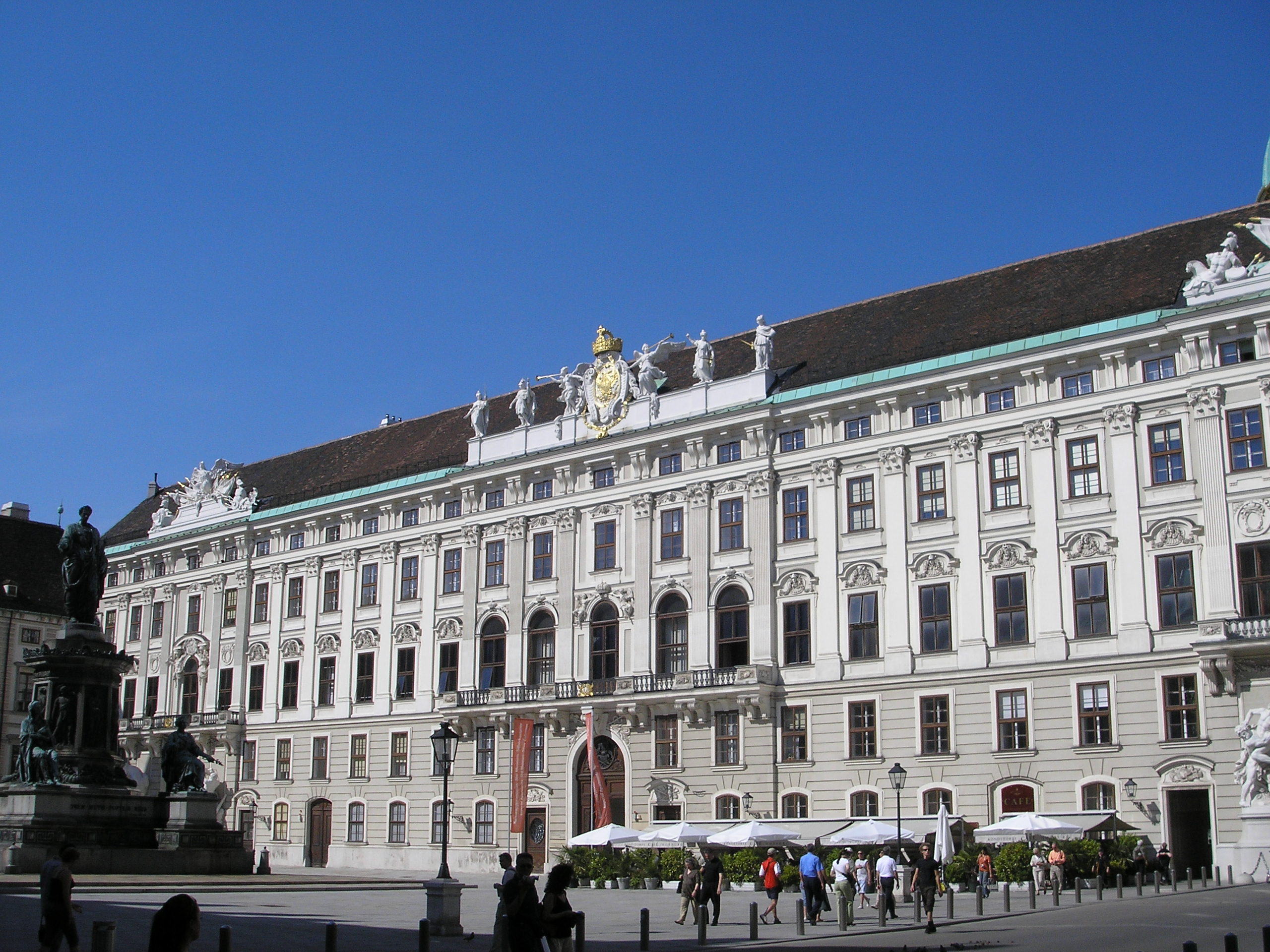
神聖ローマ帝国終焉後、ナポレオン2世の住居などに使われた（11）
ミヒャエル宮（13）
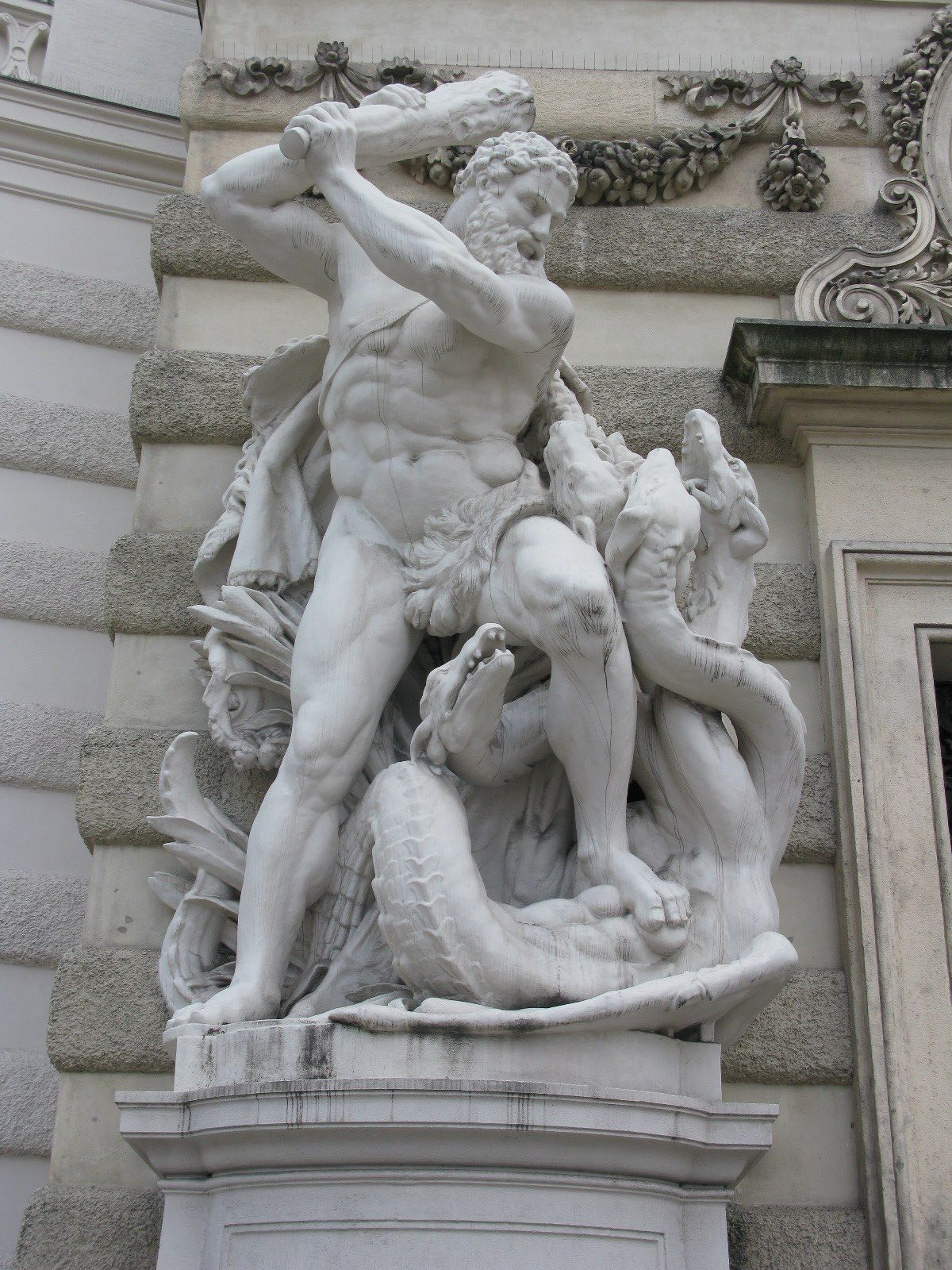
ミヒャエル宮（13）の外壁の彫像（レルネアンハイドラを殺害するヘラクレス）
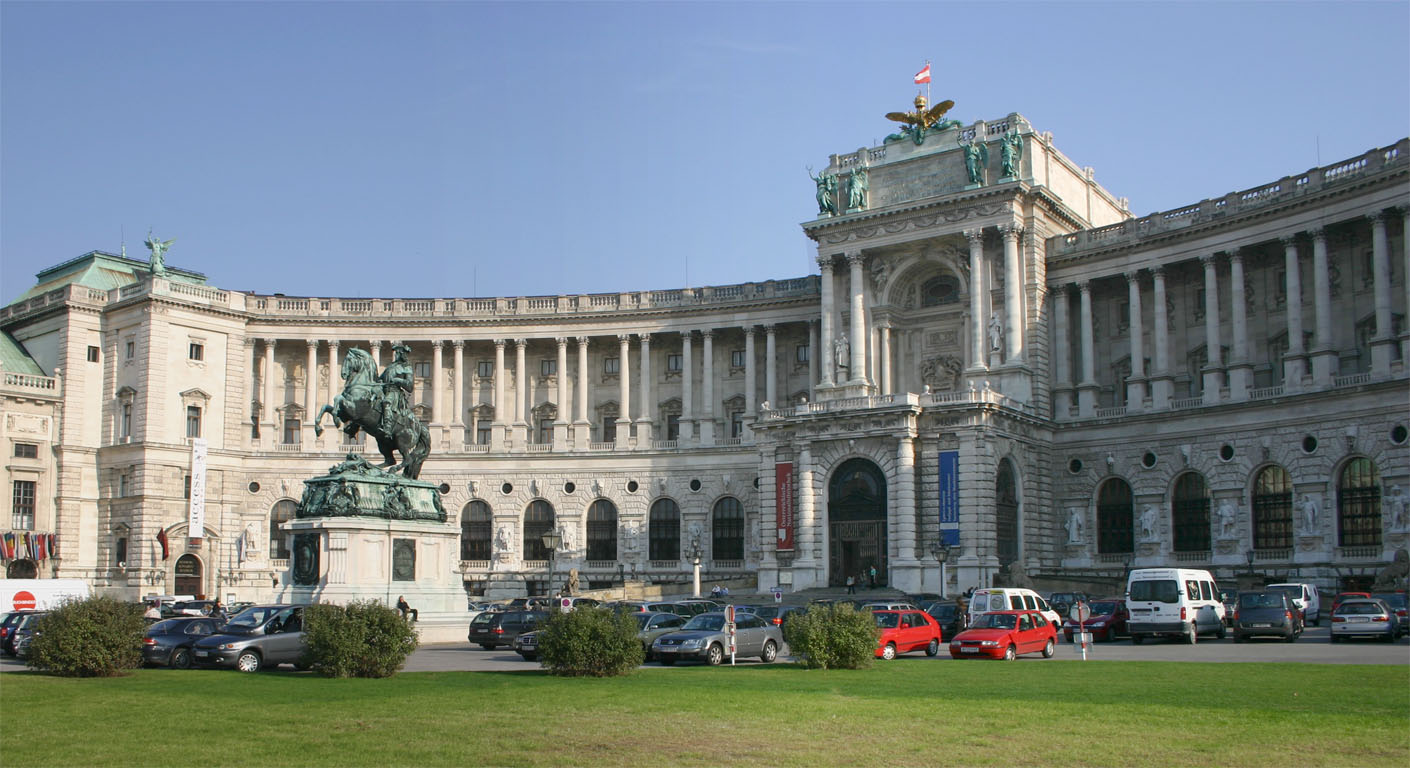
新宮殿部分（14）
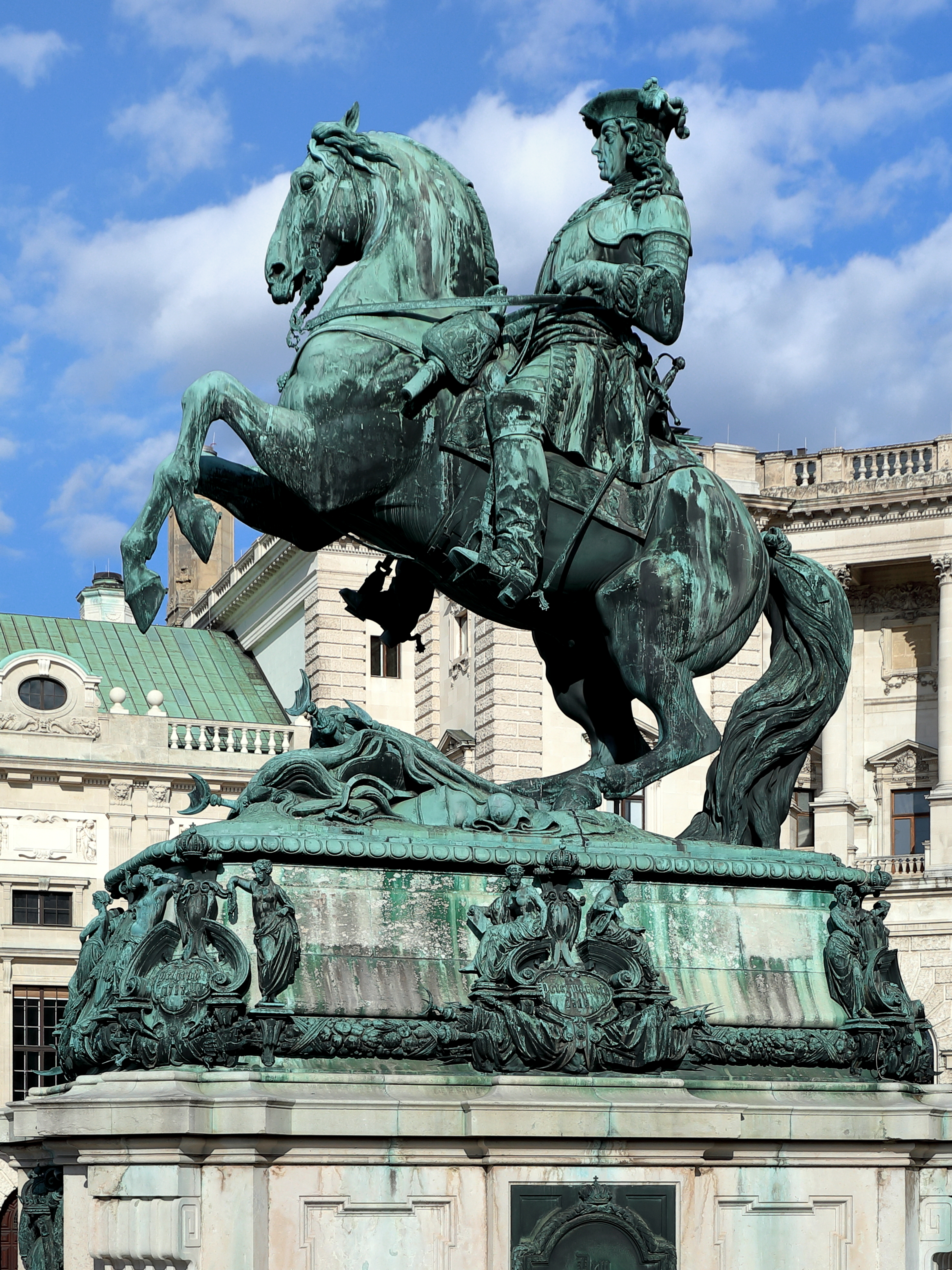
中庭。オイゲン・フォン・ザヴォイエンの像（b）

## 位置
ウィーンの中心部に位置し、宮殿と庭園の複合を形成している。最寄駅は、ウィーン地下鉄3号線ヘレンガッセ駅。